# Панькевич, Олег Игоревич
Оле́г И́горевич Паньке́вич (укр. Олег Ігорович Панькевич; род. 21 июля 1972, Броды, Львовская область, УССР, СССР) — украинский политический деятель, народный депутат Украины VII созыва (2012—2014).

## Биография
Родился 21 июля 1972 года в городе Броды Львовской области.

### Образование
После окончания школы, в 1988 году, поступил в Бродовское педагогическое училище. В 1992 году поступил на восстановленный исторический факультет Дрогобычского государственного педагогического института им. Ивана Франко, который окончил в 1997 году. В 2004 году окончил юридический факультет Львовского национального университета им. Ивана Франко по специальности правоведение.

## Карьера
В студенческие годы был активным участником общественной и политической жизни своей страны: участвовал в митингах, вместе с друзьями восстанавливал могилы сечевых стрельцов и воинов УПА. Именно тогда, в конце 80-х, окончательно и сформировались его националистические взгляды. В 1990 году, имея 18 лет, Олег Панькевич впервые стал кандидатом на выборах в Бродовский районный совет. А на третьем курсе Бродовского педучилища становится одним из руководителей студенческой голодовки в поддержку киевских студентов.
В период между 1995 и 1998 годами работал учителем истории в школах Бродовского района, а также младшим научным сотрудником Бродовского историко-краеведческого музея.
С 1998 по 2004 год работал директором Бродовского историко-краеведческого музея. Однако в этот период не оставлял общественно-политической деятельности. Так, в 1998 году выиграл выборы в Бродовский райсовет и одновременно стал помощником-консультантом Олега Тягнибока, который с большим отрывом от конкурентов выиграл выборы в Верховную Раду Украины в Бродовском избирательном округе.
Кроме этого, Олег Панькевич развивал в районе партийную организацию, работал с избирателями, помогая решать их проблемы. А в 2002 году победил на выборах во Львовский областной совет в Бродовском избирательном округе.
В 2005-м Олега Панькевича назначен на должность председателя Бродовской районной государственной администрации. За бескомпромиссность и политическую позицию освобожден от этой должности в 2006 году. В этом году второй раз становится депутатом Львовского областного совета.
В 2010 году Олега Панькевича избран депутатом Львовского областного совета в Бродовском избирательном округе № 20. В этой каденции он становится председателем Львовского областного совета. Возглавляет совет до ноября 2012 года.
За время своего председательства в Львовском областном совете Олег Панькевич внедряет принципы прозрачности и открытости власти, направляет деятельность совета на усиление роли местного самоуправления. По инициативе областного совета введен ряд программ и мероприятий, в частности, предоставлено 150 микропроектов для общин Львовской области, в том числе и для ремонта и развития сельских народных домов. Начаты мероприятия по поддержке сельской культуры и спорта, решение экологических проблем населенных пунктов. В области внедрена программа энергосбережения в бюджетной сфере, а также — программы социальной защиты чернобыльцев и поддержки политзаключенных. Инициировано ежегодную премию им. Степана Бандеры. Благодаря позиции Львовского областного совета фактически завершен долгострой — памятник Герою Украины Степану Бандере во Львове, был открыт Музея национально-освободительной борьбы в г. Львов, выделены средства на установку памятных знаков на местах гибели воинов УПА и других борцов за независимость Украина. На протяжении 2012 установлено более 100 таких памятников. Установлена мемориальная таблицу голове провода ОУН Евгения Коновальца в городе Каунасе (Литва).
В ноябре 2012 года Олег Панькевич сложил полномочия председателя Львовского областного совета в связи с избранием народным депутатом Украины. Сейчас является заместителем председателя парламентского комитета по вопросам евроинтеграции. Инициировал создание подкомитета по вопросам трудовых мигрантов и национально-культурного сотрудничества. Является членом постоянной делегации в Парламентской ассамблее Совета Европы. Как депутат парламента, является уполномоченным партии ВО «Свобода» в Херсонской области.
В рядах партии с 1993 года. Был председателем Бродовской районной и Львовской областной организации. С 2006 года — заместитель председателя ВО «Свобода». Член политисполкома и политсовета партии. Отвечал за координацию работы с депутатами местных советов ВО «Свобода», а также за работу с членами избирательных комиссий и наблюдателями во время избирательного процесса. Заместитель председателя ВО «Свобода» по вопросам национальной памяти.
Женат. Вместе с женой Натальей воспитывают сына Назария 2002 года рождения и дочь Дзвениславу 2006 года рождения.
Народный депутат Украины VII созыва, избран под № 7 по списку ВО «Свобода». Заместитель главы фракции, заместитель главы комитета по вопросам европейской интеграции, глава подкомитета по вопросам трудовых мигрантов и национально-культурного сотрудничества.
29 апреля 2013 года был торжественно награждён юбилейной медалью «СС-Галичина».
В октябре 2015 года, как заявил депутат Киевского областного совета от партии «Свобода» Александр Аронец, Генеральная прокуратура Украины приступила к обыскам среди членов партии по делу о Киевских снайперах. Как говорится в постановлении Печерского районного суда Киева, 20 февраля 2014 года протестующих обстреливали из окон 11-го этажа в отеле «Украина», причём один из номеров отеля в этот период был сдан депутату Олегу Панькевичу.